# Larena
Larena is een gemeente in de Filipijnse provincie Siquijor op het gelijknamige eiland. Bij de laatste census in 2007 had de gemeente bijna 13 duizend inwoners.
De haven van Larena is de grootste van het eiland, waardoor veel veerdiensten in deze gemeente aankomen. Hierdoor is de gemeente het commerciële centrum van het eiland.

## Geografie

### Bestuurlijke indeling
Larena is onderverdeeld in de volgende 23 barangays:
| - Bagacay - Balolang - Basac - Bintangan - Bontod - Cabulihan - Calunasan - Candigum - Cang-allas - Cang-apa - Cangbagsa - Cangmalalag | - Canlambo - Canlasog - Catamboan - Helen - Nonoc - North Poblacion - South Poblacion - Ponong - Sabang - Sandugan - Taculing |

## Demografie
Larena had bij de census van 2007 een inwoneraantal van 12.550 mensen. Dit zijn 689 mensen (5,8%) meer dan bij de vorige census van 2000. De gemiddelde jaarlijkse groei komt daarmee uit op 0,78%, hetgeen lager is dan het landelijk jaarlijks gemiddelde over deze periode (2,04%). Vergeleken met de census van 1995 is het aantal mensen met 1.338 (11,9%) toegenomen.

De bevolkingsdichtheid van Larena was ten tijde van de laatste census, met 12.550 inwoners op 49,81 km², 252 mensen per km².

## Economie
Veel inwoners van de gemeente Larena halen hun inkomsten uit de landbouw en de visserij.